# Кольцов, Константин Михайлович
Константин Михайлович Кольцов (16 мая 1916 года, дер. Дальние Сормы (чув. Анат Сурӑм) Канашского района Чувашской Республики[уточнить], Российская империя — 11 мая 1943 года) — чувашский советский писатель, поэт и очеркист. Член Союза писателей СССР (1962, посмертно). Участник Великой Отечественной войны.

## Биография
Константин Михайлович Кольцов (Кестюк) родился 16 мая 1916 года в деревне Дальние Сормы (Анат Сурӑм) Канашского района Чувашской Республики.
В 1934 году после окончания школы колхозной молодёжи по путёвке Канашского райкома комсомола направлен на работу в редакцию районной газеты «Социализмшӑн» (За социализм). В эти годы написаны его первые стихотворения: «Сывӑ пул, савниҫӗм» (До свидания, любимая), «Юрӑ» (Песня), «Этем ҫурални» (Рождение человека), «Ял каччи» (Деревенский парень) и др.
В 1937-1940 годах К. Кольцов служил в армии. Там он также продолжал заниматься литературной деятельностью. В армии написаны его стихи о солдатской службе: «Два письма», «На Днепре», «В твоих руках играет», «На границе», «Воздушная песня», «Сын», «Песня девушки», «На Немане», «Другу-кавалеристу».
После демобилизации, в 1940-1941 годах поэт работал в газете «Ҫамрӑк большевик» (Молодой большевик). Писал очерки и рассказы. В газетах «Ҫамрӑк большевик» (Молодой большевик), «Чӑваш коммуни» (Чувашская коммуна), «Канаш» и журналов «Сунтал» (Наковальня), «Хатӗр пул» (Будь готов) опубликовал очерки «Человек растёт», «Первое счастливое утро», «Лётчики», «Парень деревенский», «Плотник», «Каменщик».
В годы Великой Отечественной войны учился в военном училище. По окончании учёбы направлен на Карельский фронт. Воевал в Карелии, под Мурманском, был начальником штаба батальона. Продолжал писать и в годы войны. Написал стихотворения «Карели фронтӗнчен» (С Карельского фронта), «Фронтра» (На фронте), «Наши герои».
8 мая 1943 года лейтенант К. Кольцов был тяжело ранен, скончался 11 мая. Похоронен в братской могиле посёлка Сосновый Лоухского района Карелии.

## Память
В школе посёлка Сосновый Лоухского района Карелии создан уголок, посвящённый Кольцову Константину Михайловичу.
Одна из улиц посёлка Сосновый названа в честь поэта.

## Творчество
Константин Михайлович Кольцов много публиковался чувашских газетах и журналах. После войны вышли с его произведениями: «Сӑвӑсем» (Стихотворения) (1963 г.), «Фронтра» (На фронте) (1974 г.). Известны его стихотворения — «Ровесникам», «Клятва», «Двое», «Проводы», «Отряд», «Людмиле», «Сестре», «Будь героем».
Произведения поэта вошли в сборники произведений чувашских писателей, погибших в годы Великой Отечественной войны: «Тӑван ҫӗршывшӑн» (За Родину) (1956 г.), «Паттӑрлӑх кунӗсем» (Дни мужества) (1995 г.), «Юлашки юн тумламӗччен…» (До последней капли) (1980 г.), «Сердце, пробитое пулей» (1970 г.).